# 镰叶耳蕨
镰叶耳蕨（学名：Polystichum manmeiense）为鳞毛蕨科耳蕨属下的一个种。

## 扩展阅读
維基物種上的相關：镰叶耳蕨